# Melkdistelroest
De melkdistelroest (Peristemma pseudosphaeria) is een roest die tot de basidiomycota behoort. Het is een biotrofe parasiet die aeciumvormige uredinia (beide zijden blad), uredinia (meest onderzijde blad, ook bovenzijde blad en stengels) en telia (onderzijde blad en stengels) vormt op melkdistel (Sonchus).

## Kenmerken
Melkdistelroest is eenhuizig, d.w.z. de hele levenscyclus vindt plaats op één gastheer. Het is ook een gedeeltelijke cyclusroest: het produceert slechts twee soorten sporen; urediniosporen en teliosporen. Aan de bovenkant van de bladeren van geïnfecteerde planten verschijnen bruine vlekken en aan de onderkant worden uredinia en telia gevormd, omgeven door een rij paarsbruine parafysen.
Uredinia
Uredinia worden individueel of in groepen op gevormd. Ze zijn omgeven door perifere, zijdelings versmolten, kastanjebruine parafysen die aanvankelijk de zich ontwikkelende urediniosporen omsloten en uiteindelijk gedeeltelijk aan de top opengingen, waardoor de cuticula van de gastheer scheurde. Urediniosporen zijn ellipsvormig, eivormig of peervormig met een geelachtige, vaak korrelige inhoud. Ze hebben afmetingen van 21,5–43 x 17–26,5 μm. De wanden van de urediniosporen zijn hyaliene en fijn stekelig, 2,5-3,5 μm dik. De kiemporiën zijn soms zichtbaar. Parafysen van 70–140 x 6 tot 8 μm, dikwandig, hyaliene van onderen, kastanjebruin van boven en vaak iets breder of dichotoom vertakt aan de top. 
Telia
Telia bevinden zich onder de epidermis van de plant. Teliosporen zijn extreem hoekig, meestal eencellig, zelden tweecellig.

## Verwarrende soorten
De urediniosporen hebben een 2-3 µm dikke wand (die van de algemene oranje roest (Coleosporium tussilaginis), die vaak tegelijk op melkdistel (Sonchus) voorkomt, is 1-1,5 µm dik) en de teliosporen zijn gesteeld (die van algemene oranje roest zijn ongesteeld).

## Waardplanten
De melkdistelroest leeft monofaag op melkdistels (Sonchus). Hij is onder meer bekend van de volgende soorten: 
- Sonchus acaulis
- Sonchus arvensis (Akkermelkdistel)
- Sonchus asper (Gekroesde melkdistel)
- Sonchus brachylobus
- Sonchus canariensis
- Sonchus daltonii
- Sonchus gummifer
- Sonchus hierrensis
- Sonchus leptocephalus
- Sonchus maritimus
- Sonchus mauritancus
- Sonchus oleraceus (Gewone melkdistel)
- Sonchus palmensis
- Sonchus palustris (Moerasmelkdistel)
- Sonchus pendulus
- Sonchus platylepis
- Sonchus radicatus
- Sonchus tenerrimus'

## Foto's

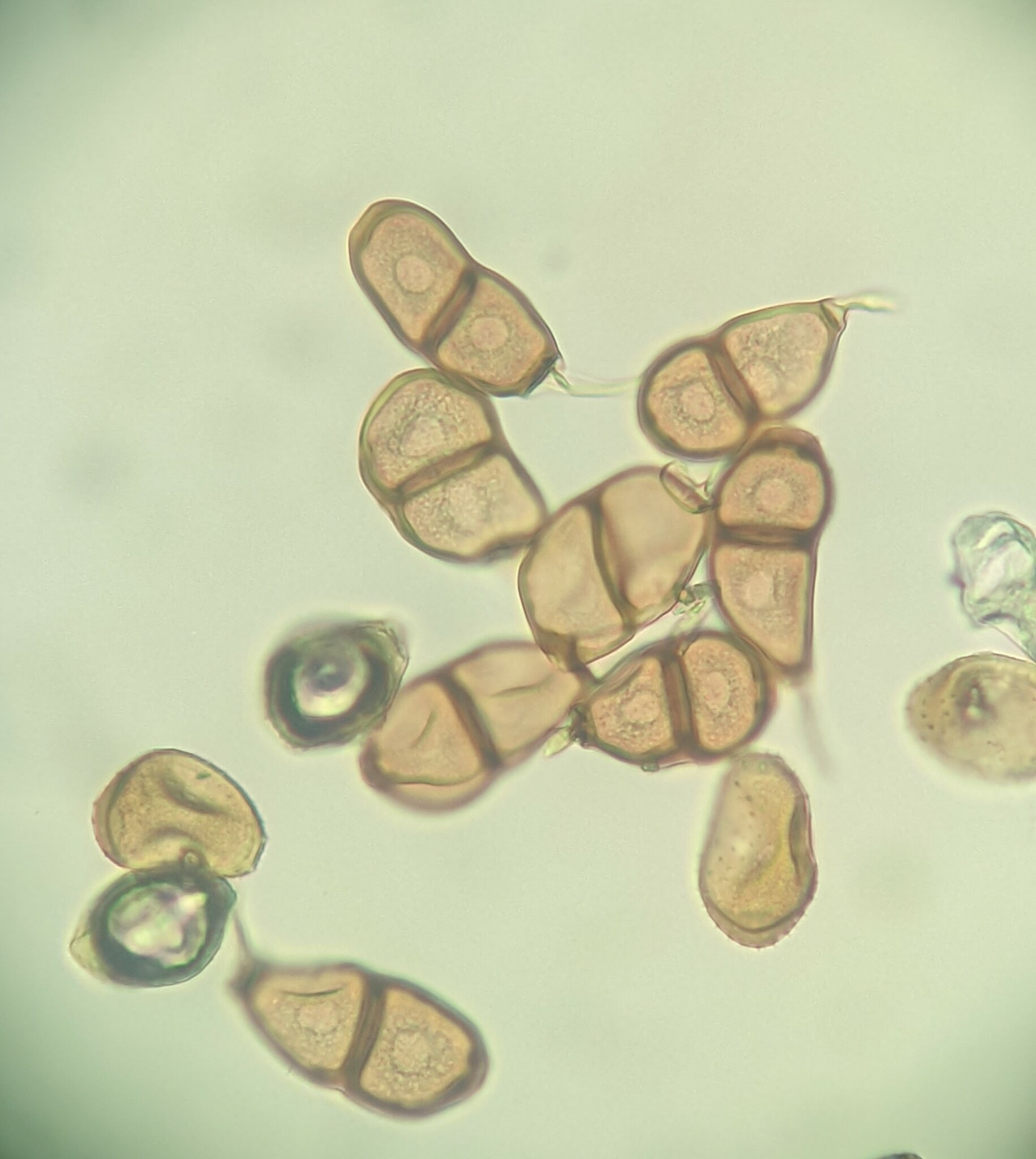
Teliosporen

## Verspreiding
Het is bekend dat deze schimmel voorkomt in Noord-Afrika, China, veel Europese landen, Japan, Nieuw-Zeeland en de voormalige Sovjet-Unie. In 2003 werd het voorkomen ervan voor het eerst ontdekt in de Verenigde Staten.
In Nederland komt de melkdistelroest vrij zeldzaam voor.